# 大人宮
大人宮，是臺灣高雄市小港區的一個傳統地域名稱，位於該區中部偏西北，其中央地區並向西北延伸至邊界。相較於今日行政區，其範圍大致包括鳳宮里西北半部、小港里東南部邊界地帶中央偏北段。
本地區境內主要聚落為大人宮，設有中國鋼鐵、台灣國際造船兩大企業。

## 歷史
台灣日治初期，大人宮地區為一街庄，稱為「大人宮庄」（舊制街庄），隸屬於鳳山下里。該庄昔日西北與二苓庄為鄰，東北及東與店仔後庄為鄰，東南邊為二橋庄，南邊為鹽水港庄，西邊臨打狗灣。
1901年（日治明治三十四年）11月11日，全台廢縣廳改設二十廳，該庄隸屬於鳳山廳。1904年（明治三十七年）5月3日，該庄編入「港仔墘區」，隸屬於鳳山廳。1909年（明治四十二年）10月25日，全台合併二十廳為十二廳，港仔墘區改隸屬於臺南廳。1920年（大正九年）10月1日，全台地方制度大改正，廢十二廳改設五州二廳，該庄改制為「大人宮」大字，隸屬於高雄州鳳山郡小港庄（新制街庄）。
戰後小港庄改制為小港鄉，隸屬於高雄縣，大字亦改制為村。1950年（民國39年）10月1日，高、屏分治，小港鄉仍隸屬於高雄縣。1979年（民國68年）7月1日，省轄高雄市升格為院轄高雄市，同時將小港鄉併入成為小港區，村亦改制為里。2010年（民國99年）12月25日，高雄縣、市合併為新院轄高雄市。

## 聚落
本地區發展較早的聚落為大人宮、竹仔港（已消失）、鹽水港（已消失），在日治初期的官方地圖上已有記載。

## 產業
- 中國鋼鐵
- 台灣國際造船
- 小港漁港